# Ernst Wahle
Ernst Wahle (* 25. Mai 1889 in Magdeburg; † 21. Januar 1981 in Heidelberg) war ein deutscher Prähistoriker.

## Leben
Wahle studierte Vor- und Frühgeschichte an den Universitäten Halle, Berlin und Heidelberg. Während seines Studiums wurde er Mitglied beim Verein Deutscher Studenten Heidelberg. 1909 wurde er Mitglied der Deutschen Gesellschaft für Vorgeschichte. Er promovierte 1913 mit seiner Arbeit Ostdeutschland in jungneolithischer Zeit, ein prähistorisch-geographischer Versuch bei Alfred Hettner und Friedrich von Duhn. Nach dem Ersten Weltkrieg war er von 1919 bis 1921 in der vorgeschichtlichen Sammlung am Städtischen Museum Heidelberg tätig.
Seit seiner Habilitation 1920 vertrat er bis zur Emeritierung 1957 die Ur- und Frühgeschichte an der Universität Heidelberg, zunächst nur im Rahmen eines Lehrauftrags am Archäologischen Institut, seit 1933 in einer eigenen „Lehrstätte für Frühgeschichte“, aus der das Institut für Ur- und Frühgeschichte der Ruprecht-Karls-Universität Heidelberg (heute: Institut für Ur- und Frühgeschichte und Vorderasiatische Archäologie) entstanden ist. Er war Mitherausgeber der rassistischen Zeitschrift für Rassenkunde. Von 1922 bis 1938 war Wahle auch für die Bodendenkmalpflege in Unterbaden zuständig. In dieser Funktion begründete er die Badischen Fundberichte, die 1972 in den Fundberichten aus Baden-Württemberg aufgegangen sind. Seit 1923 war er korrespondierendes Mitglied des Deutschen Archäologischen Instituts. Ab 1935 war er ordentliches Mitglied der Heidelberger Akademie der Wissenschaften.
Nach der „Machtergreifung“ der Nationalsozialisten arbeitete er seit 1934 in der Sparte für deutsche Vorgeschichte des Kampfbunds für deutsche Kultur mit. 1933 trat Wahle dem NS-Lehrerbund und 1937 der NSDAP bei.
1944 wurde Ernst Wahle zum Mitglied der Leopoldina gewählt.
Nach dem Ende des Zweiten Weltkriegs wurde er zunächst entlassen, erhielt aber bereits 1946 das Lehramt zurück. 1961 wurde er als korrespondierendes Mitglied in die Bayerische Akademie der Wissenschaften aufgenommen.

## Bedeutung
Wahles wissenschaftliches Spektrum war sehr breit. Es reicht von Studien zum Neolithikum bis zur Auseinandersetzung mit mittelalterlichen Funden. Forschungsgeschichtlich bedeutend ist seine Auseinandersetzung mit der Siedlungsarchäologie von Gustaf Kossinna, einem seiner Lehrer in der Berliner Studienzeit. Die Kritik an dieser Forschungsrichtung, die starken Einfluss auf die Archäologie während des Nationalsozialismus hatte, ist 1941 im Druck erschienen. Allerdings vertrat auch Wahle prinzipiell eine völkische Forschung, und seine Kritik richtete sich nicht gegen die ethnische Deutung archäologischen Fundmaterials generell, sondern lediglich gegen die „lex Kossinna“, wonach Kulturprovinzen und Völker sich stets decken würden. Vorausgegangen war dem eine Auseinandersetzung über den Ursprung der Indogermanen, in der Wahle entgegen der NS-Ideologie, die einen nordischen Ursprung vorsah, für einen Ursprung in den östlichen Steppen eintrat.
Bereits 1920 trat Wahle mit seiner Habilitationsschrift zur Besiedlungsgeschichte Südwestdeutschlands hervor, die mit an den Anfängen einer modernen Siedlungsarchäologie stand. Ausdrücklich thematisierte er die natürlichen Grundlagen der Besiedlung Südwestdeutschlands, wobei er den Schwerpunkt auf das Neolithikum legte. Die Ergebnisse sind heute überholt (Steppenheidetheorie), der methodische Ansatz aber war richtungsweisend.
Wahles Werk zeichnet sich vor allem durch die Mitarbeit bei vielen Überblicksdarstellungen zur Ur- und Frühgeschichte sowie einige eher theoretisch-konzeptionelle Überlegungen zur prähistorischen Archäologie aus. Typologisches Arbeiten trat in Wahles Arbeiten zugunsten einer historischen Betrachtungsweise zurück. Trotz der Kritik an Kossinna waren aber auch bei Wahle Kulturen und Völker die tragenden Größen der (Vor)Geschichte. Nennenswert ist auch die Mitarbeit am Gebhardt. Handbuch der deutschen Geschichte und am Historischen Atlas von Baden-Württemberg.

## Publikationen (Auswahl)
- Die Besiedelung Südwestdeutschlands in vorrömischer Zeit nach ihren natürlichen Grundlagen. In: Berichte der römisch-germanischen Kommission des deutschen archäologischen Instituts Frankfurt a. M. Band 12, 1920, S. 1–75.
- Die Vor- und Frühgeschichte des unteren Neckarlandes (= Aus dem Kurpfälzischen Museum der Stadt Heidelberg. Band 1). Winter, Heidelberg 1925.
- Deutsche Vorzeit. Kabitzsch, Leipzig 1932.
- Vorzeit am Oberrhein. Winter, Heidelberg 1937.
- Frühgeschichte des Germanentums. In: Neue Propyläen-Weltgeschichte. Band 2, Propyläen, Berlin 1940.
- Zur ethnischen Deutung frühgeschichtlicher Kulturprovinzen. Grenzen der frühgeschichtlichen Erkenntnis (= Sitzungsberichte der Heidelberger Akademie der Wissenschaften, Philosophisch-historische Klasse, 2, Abhandlungen, Band 1). Heidelberg 1941.
- Frühgeschichte als Landesgeschichte. Kohlhammer, Stuttgart 1943.
- Studien zur Geschichte der prähistorischen Forschung (= Abhandlungen der Heidelberger Akademie der Wissenschaften, Philosophisch-historische Klasse). Heidelberg 1950.
- Ur- und Frühgeschichte im mitteleuropäischen Raum (= Gebhardt. Handbuch der deutschen Geschichte. Band 1). 9. Auflage, dtv, München 1999.
- Frühgeschichte weiter gefragt? Zur Situation einer „belasteten“ Wissenschaft. In: Die Zeit, Nr. 34/1947.
- Einheit und Selbständigkeit der prähistorischen Forschung (= Schriften der Gesellschaft der Freunde Mannheims und der ehemaligen Kurpfalz. Band 12). Mannheim 1974.
- Und es ging mit ihm seinen Weg. Habelt, Bonn 1980 (Autobiographie, mit Schriftenverzeichnis).